# Camp de déplacés Kashaka & Shabindu
Le camp de déplacés Kashaka & Shabindu est une structure d’accueil située dans le quartier Keshero, dans le nord de Goma, en République démocratique du Congo (RDC). Ce camp abrite des populations déplacées en raison des conflits armés et des crises humanitaires qui touchent régulièrement la région du Nord-Kivu.

## Historique
La région de Goma, située dans l'est de la RDC, est marquée par une instabilité chronique liée aux affrontements entre groupes armés, aux tensions interethniques et aux déplacements de populations. Depuis les années 1990, des centaines de milliers de personnes ont été contraintes de fuir leurs habitations pour échapper aux violences.
Les camps de déplacés comme Kashaka et Shabindu ont vu le jour pour répondre à ces besoins croissants d'hébergement temporaire. Ils sont installés dans le quartier Keshero, une zone urbaine densément peuplée au nord de Goma, où les conditions de vie sont déjà précaires pour la population locale.

## Caractéristiques du camp

### Population
Le camp de Kashaka & Shabindu accueille des déplacés internes, principalement originaires des zones rurales touchées par les conflits. La majorité des habitants sont des femmes, des enfants et des personnes âgées. Selon les estimations, plusieurs milliers de personnes vivent dans ce camp, bien que les chiffres varient en fonction des nouvelles vagues de déplacements.
Les déplacés y survivent dans des abris de fortune, souvent constitués de bâches et de matériaux recyclés. Les conditions de vie sont extrêmement difficiles, marquées par le manque d’accès à l’eau potable, à des installations sanitaires adéquates et à des services de santé .

### Conditions humanitaires
Les conditions de vie dans le camp de Kashaka & Shabindu reflètent une crise humanitaire plus large dans la région. Les déplacés font face à :
1. Un manque d'accès aux soins de santé : Les infrastructures médicales locales sont insuffisantes pour répondre aux besoins de la population[7].
2. L'insécurité alimentaire : Une grande partie des habitants du camp dépend de l'aide humanitaire pour se nourrir[8],[9],[10],[11].
3. Des risques sanitaires élevés : Le surpeuplement et l'absence de services d'hygiène favorisent la propagation de maladies[12].

Les organisations humanitaires locales et internationales tentent d’intervenir, mais leurs efforts sont souvent entravés par un manque de financement et des problèmes de sécurité dans la région,.

## Défis et perspectives
Le camp de Kashaka & Shabindu, comme d’autres camps de déplacés dans la région, n’est pas conçu pour être une solution durable. Les autorités locales, appuyées par des partenaires internationaux, travaillent à trouver des solutions plus pérennes, notamment :
La réintégration des déplacés dans leurs communautés d’origine, lorsque les conditions de sécurité le permettent.
Le relogement dans des zones plus stables, afin de désengorger les camps urbains comme celui de Keshero.
Le renforcement des services sociaux dans les zones d’accueil.
Cependant, ces efforts se heurtent à des défis structurels, notamment le manque de ressources et l’instabilité persistante dans le Nord-Kivu.

### Importance régionale
Le camp de Kashaka & Shabindu illustre les conséquences humanitaires des conflits armés en RDC, tout en mettant en lumière la résilience des populations locales et l'urgence d'une action coordonnée pour répondre aux besoins des déplacés.